# Jean-Loup Welcomme
Jean-Loup Welcomme est un paléontologue français né à Courmangoux (Ain) le 1er mai 1950 et mort le 18 mai 2021 à Béziers (Hérault), spécialiste des requins et des macro-mammifères du Tertiaire.

## Biographie
Welcomme est renommé pour avoir découvert et étudié de nombreux fossiles de Baluchiterium (également appelé Paraceratherium), le plus gros mammifère terrestre connu, lors d'une suite d'expéditions au Baloutchistan menées de la fin des années 1990 aux années 2000, en tant que paléontologue à l'Institut des Sciences de l'Évolution de Montpellier. L'espèce, son âge et son environnement étaient jusque-là très mal connues, les dernières expéditions paléontologiques dans la région remontaient à celles du britannique Clive Forster Cooper (en) en 1913. L'accès au Baloutchistan, région contrôlée par des tribus baloutches rivales et en conflit avec le gouvernement pakistanais, était de fait interdit aux Occidentaux pour des raisons de sécurité.
Pour réussir à fouiller dans cette région, Jean-Loup Welcomme se rapprocha de la tribu bugti et de son chef Nawab Akbar Bugti qui prit ses équipes sous sa protection. Dans ses récits d'expédition, Welcomme décrivit comment il apprit les coutumes et le langage bugti au cours de ses expéditions, raisons selon lui du succès de ses missions. Il sut également s'entourer de paléontologues tout-terrain, expérimentés ou non, sous l'égide des Missions Paléontologiques Françaises au Baloutchistan. Depuis 1997, les travaux collectifs de cette équipe ont révolutionné la connaissance paléontologique de cette région reculée à l'incroyable registre fossile cénozoïque.
Jean-Loup Welcomme, unanimement reconnu comme un incroyable découvreur de fossiles, était l'auteur d'un mémoire et d'une note sur Gomphotherium hannibali, une espèce de mastodonte miocène dont il avait mis au jour un crâne dans la vallée de l'Hérault.
Un genre de requin hexanchidé du Jurassique supérieur d'Europe, Welcommia, lui a été dédié par le paléontologue Henri Cappetta en 1990. Welcommoides gurki, le dernier représentant des Paroxyclaenidae, un groupe énigmatique de mammifères pantolestes, provenant de l'Oligocène inférieur du Pakistan, a été nommé à sa mémoire en 2024 -- doublement, puisque Gurk ("loup" en Baloutch) était son prénom d'usage en pays Bugti.